# Promurricia
Promurricia depressa es una especie de araña araneomorfa de la familia Hersiliidae. Es la única especie del género monotípico Promurricia.

## Distribución
Es nativa de Sri Lanka. 